# 滕佩爾貝格山
48°20′16″N 16°14′35″E / 48.33778°N 16.24306°E

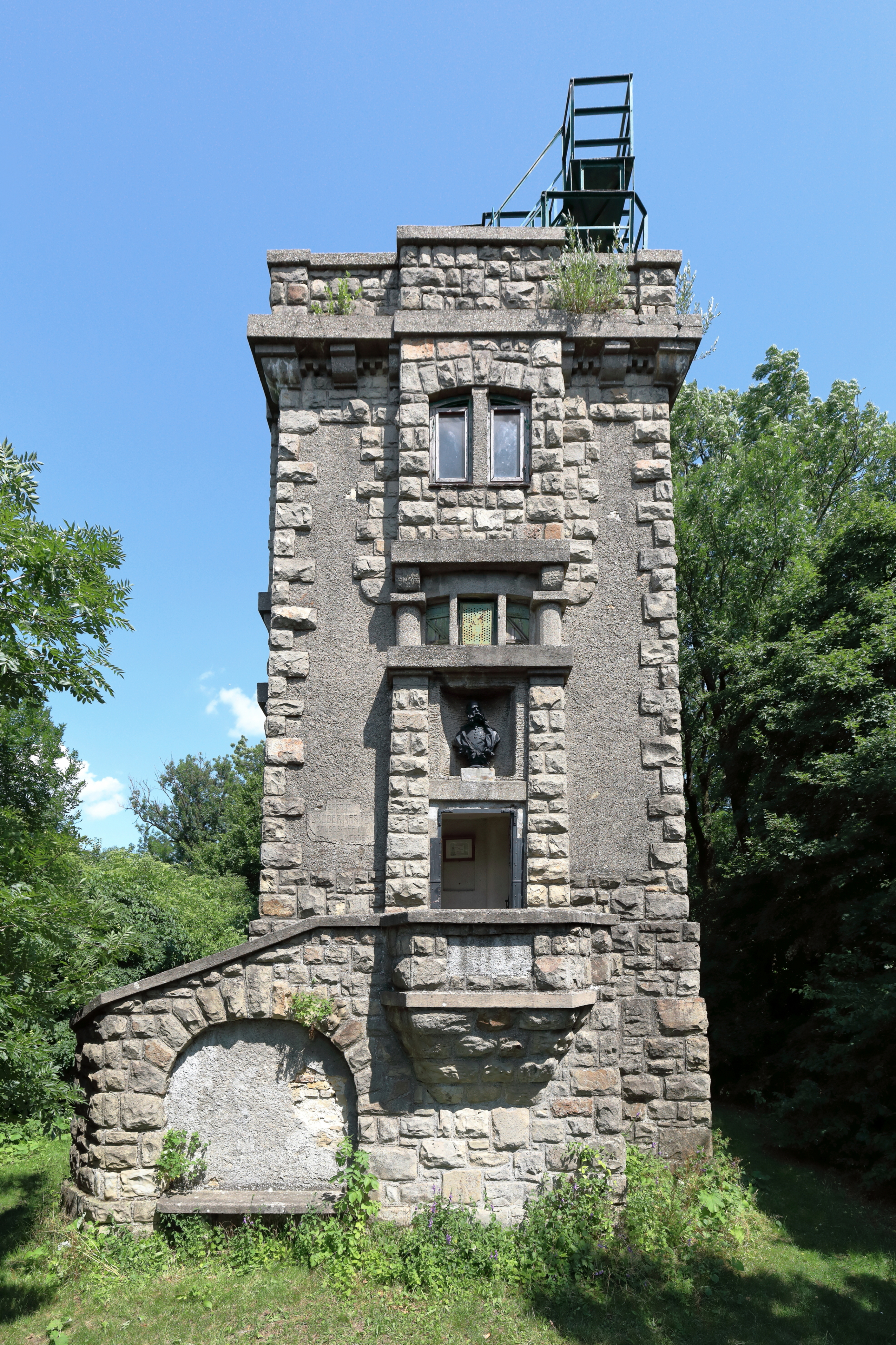

滕佩爾貝格山（德語：Tempelberg），是奧地利的山峰，位於該國東北部，由下奧地利州負責管轄，屬於維也納林山的一部分，該山峰海拔高度為403米。